# Gabriele Alberto Quadri
Gabriele Alberto Quadri (Capriasca, 7 febbraio 1950 – Capriasca, 28 giugno 2025) è stato uno scrittore, poeta e insegnante svizzero in  lingua italiana e dialetto ticinese.

## Biografia
Nato nella Capriasca, nello specifico a Vaglio, da padre ticinese e madre cremonese, nel 1951 si spostò con la famiglia a Cagiallo, sempre nella Capriasca.
Si diplomò maestro di scuola elementare a Locarno e studiò all'Università di Zurigo dove conseguì il brevetto per l'insegnamento nelle scuole secondarie. Prese poi una seconda laurea presso l'Università di Pavia. Per quattro decenni fu insegnante di italiano e francese in diversi ordini di scuola.
Fu attore radiofonico, poeta e scrittore in dialetto ticinese e in lingua italiana. Scrisse anche per il teatro e alcuni suoi testi sono stati musicati.
Scrisse anche per diversi quotidiani e riviste ticinesi e internazionali, fra cui il trimestrale belga "micRomania".
La sua particolarità fu la produzione letteraria dialettale, soprattutto del dialetto della Capriasca, con scritti ambientati proprio in questa area ticinese di cui egli celebrò le tradizioni contadine e religiose. Questo consistente contributo alla poesia dialettale ticinese gli valse un premio Schiller nel 1986 e una menzione speciale al Premio Pascoli nel 2022.
Quadri è morto nel 2025.

## Opere

### Poesia dialettale
- I quatro stagion, Edizioni Lema, Agno, 1975.
- L’eva ier, Edizioni Artegrafica Guarisco, Como, 1978.
- Ra scherpa fòra di scaff, Edizioni Edelweiss c/o Fontana Print, Lugano, 1984.
- Bestiarium criviaschese, presentazione di Franco Loi, Edizioni Armando Dadò, Locarno, 1996.
- Sfondracch - Fondigli, Fontana Edizioni, Lugano, 2011.
- Ra cücagna e i gelsomín - La cuccagna e i ciclamini - La cocagne et les jasmins, Edizioni del Sette di Quadri, Cagiallo c/o Tipografia Mesenzana (VA), 2015.
- O che brütt o che bèll! Diario di un innamorato, Edizioni del Sette di Quadri, Cagiallo c/o Tipografia Marwan, Mesenzana (VA), 2018.
- On altro móond poesie in dialetto 1975-2018 (antologia), Introduzione di Renato Martinoni, Armando Dadò editore, Locarno, 2020.

### Poesia in lingua italiana
- Ocre solari poesie in lingua, Edizioni Fontana Print, Lugano, 1983.
- Requiem per un padre La Tipografica, Lugano, 1995.
- Martorella - L’Isola dell’Amore Edizioni Ulivo, Balerna, 1997.
- Tenzone d’Amore: alla maniera degli antichi, Edizioni Ulivo, Balerna, 1998.
- L’ultimo baccanale ditirambi per corifei, strumenti antichi e balletto, Edizioni Ulivo, Balerna, 2000.
- Contrabress, Istituto Editoriale Ticinese di Libero Casagrande, Bellinzona, 2002.
- Croci d’esilio, Edizioni Ulivo, Balerna, 2006.
- A tua gloria poesie 1973-2009, Edizioni Marwan, Mesenzana (VA), 2010.
- Rose di sera - Abendrosen, Prefazione di Renato Martinoni, Traduzione di Anna Strausak, Salvioni Editore, Bellinzona, 2013.

### Narrativa
- Storia di un paese, personaggi in prosa, Edizioni Bottani, Cureglia, 1979.
- Trittico criviaschese Edizioni Fontana Print, Lugano, 1984.
- Miti e leggende dell’antica pieve di Criviasca Istituto Editoriale Ticinese di Libero Casagrande, Bellinzona, 1989.
- Storie al femminile prose, Edizioni Libera Stampa, Canobbio, 1991.
- Ritratti della Capriasca prose, Edizioni Svizzere per la Gioventù, Bellinzona, 1998.
- Leggende del Cassarate Fontana Edizioni, Lugano, 2009.
- Riverberi dal silenzio, il Santo e altri racconti Collana Terra ticinese, Fontana Edizioni, Lugano, 2017.
- Rusticanerie romanzo, Fontana edizioni, Lugano, 2021.
- Iperica romanzo, Fontana edizioni, Lugano, 2022
- Lettere dal carcere, romanzo, Fontana Edizioni, Lugano 2024
- Satire della Penagia, Officina dei Libri/Fontana Edizioni, Lugano 2025

### Teatro
- Il testamento della signora Contessa tragedia criviaschese dell’XI secolo, Edizioni La Buona Stampa, Lugano, 1990.
- La rivolta dei casari ovvero l’incubo di Carlo Battaglini dramma, rivista Cenobio luglio-settembre, Lugano, 2003.
- La Chiesa del Vaglio dramma, Editoriale Lombarda, Como, 2004.
- Domenico Trezzini e la Città ideale dramma, con traduzione russa, Edizioni Marwan, Mesenzana (VA), 2007.
- Sibilla ambrosiana sacra rappresentazione, Rugginenti Editore, Milano, 2002.

### Saggistica
- Moralità del dialetto con glossario, prefazione di Federico Spiess, Edizioni Armando Dadò, Locarno, 1991.
- Poeti dialettali del Cantone Ticino e della Lombardia Prefazione di Renato Martinoni, Quaderni per l’insegnamento, Centro didattico cantonale, Bellinzona, 2010.
- Scuola ticinese a un bivio, Archivio di Stato di Bellinzona, 2009.

## Riconoscimenti
- Premio Baradell per la poesia in dialetto, Como 1978
- "Libro dell’anno" dalla Fondazione Schiller per la raccolta Ocre solari, Zumikon 1983
- Premio Schiller per il libro Ra schérpa fòra di scaff, Zumikon 1986[2]
- Premio “Nene Castelli” per la prosa La leggenda delle Canne d’Organo... e dei Denti della Vecchia, Porlezza 2001
- Premio Insubria  per la satira Maledictus structus ventris tui!, Como 2003
- Premiato al Concorso letterario "Castelli di carta" per il testo Lettera alla Befana, Biblioteca cantonale, Bellinzona 2014[3]
- Premio Giovanni Pascoli, Menzione Speciale della Giuria per la poesia in dialetto (antologia “On altro móond”), San Mauro Pascoli, 2022[4][5][6]